# Jef Van der Veken (voetballer)
Jef Van der Veken (7 november 1991) is een Belgisch voetballer die sinds 2021 uitkomt voor SK Londerzeel.

## Carrière
Van der Veken maakte in 2014 de overstap van Witgoor Dessel naar KFC Oosterzonen. Ook nadat de club in 2018 naar Lier verhuisde om onder de naam Lierse Kempenzonen in het Herman Vanderpoortenstadion te gaan spelen, bleef Van der Veken voor stamnummer 3970 voetballen. In 2021 verhuisde hij naar SK Londerzeel.